# Offentligt organ
Offentligt organ är en offentligrättslig juridisk term som används i huvudsak inom EU-rätten. Den svenska myndigheten post och telestyrelsen (PTS) menar att det saknas en klar definition i Sverige av vad ett offentligt organ är. Enligt samma myndighet kan dock den tidigare svenska termen "offentligrättsligt organ" användas som en synonym när man söker en definition.  
Offentliga organ kan då sägas omfatta regering, riksdag, statens förvaltningsmyndigheter, kommuner samt landsting, inklusive de regioner som ingår i regionförsöket, exempelvis Region Skåne.

## Teknisk definition
Enligt PTS kan ett "offentligt organ" definieras enligt följande.
1. verkar för behov i det allmännas intresse (dvs. inte industriell eller kommersiell karaktär), OCH
2. är juridisk person, OCH
3. största delen finansieras av statlig/regional/lokal myndighet eller offentligrättsliga organ, eller
4. under kontroll av statlig/regional/lokal myndighet eller offentligrättsliga organ, eller
5. i vars förvaltningsorgan, styrelseorgan eller kontrollorgan mer än hälften av ledamöterna utses av statlig/regional/lokal myndigheter eller offentligrättsliga organ.[1]